# Schlager
Een schlager is een in principe Duitstalig lied en een van de populairste vormen van Duitse volkszangkunst. Het woord Schlager betekent letterlijk 'successtuk' en is in feite een vertaling of equivalent van het Engelse hit. Het woord is etymologisch verwant aan het Nederlandse woord 'slagen' (succes hebben). Een Schlager valt in de breedste zin te definiëren als Duitstalige popmuziek, met grote verschillen tussen de afzonderlijke liederen en zangers.

## Duitsland

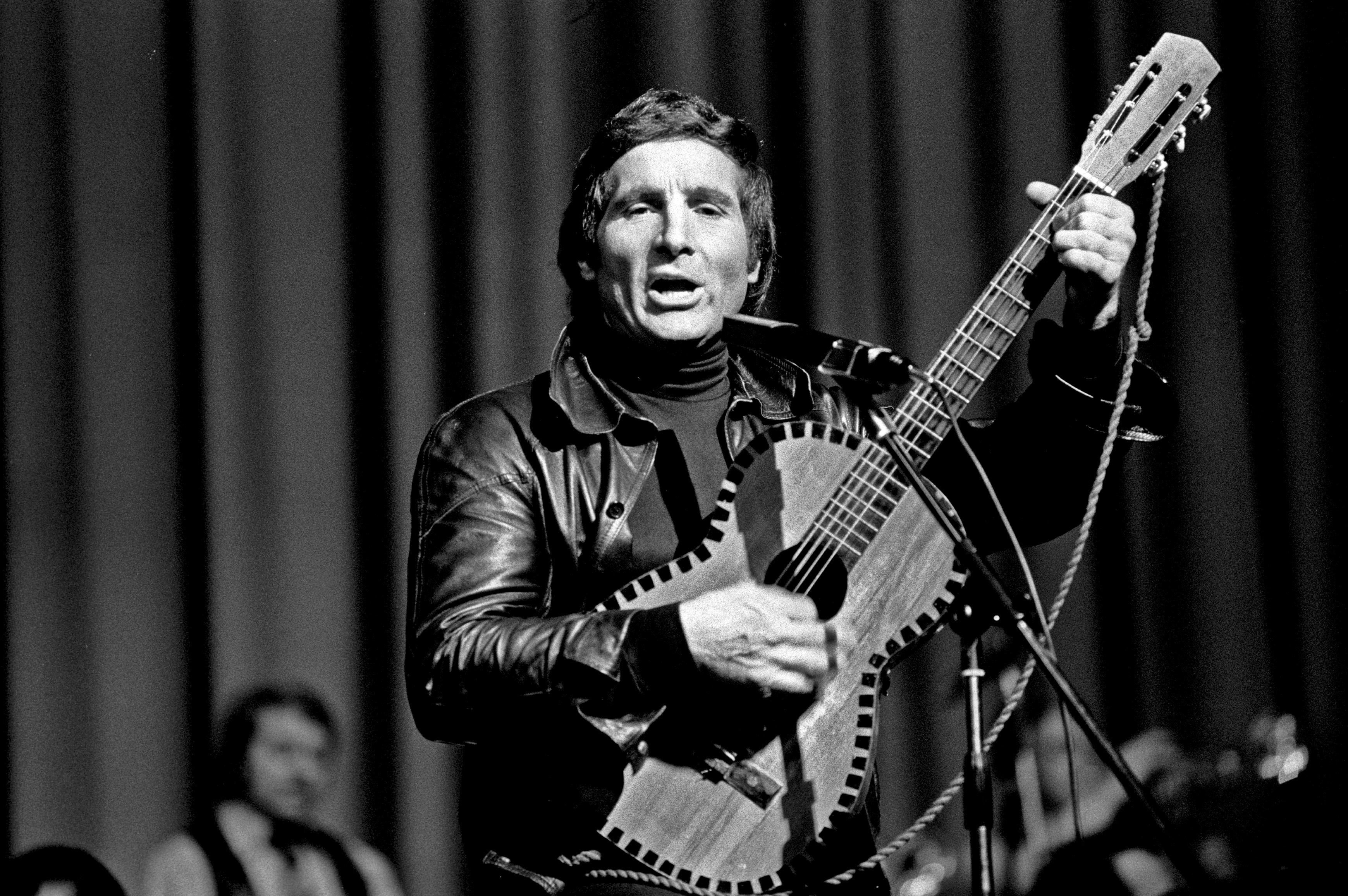
Freddy Quinn, 1971

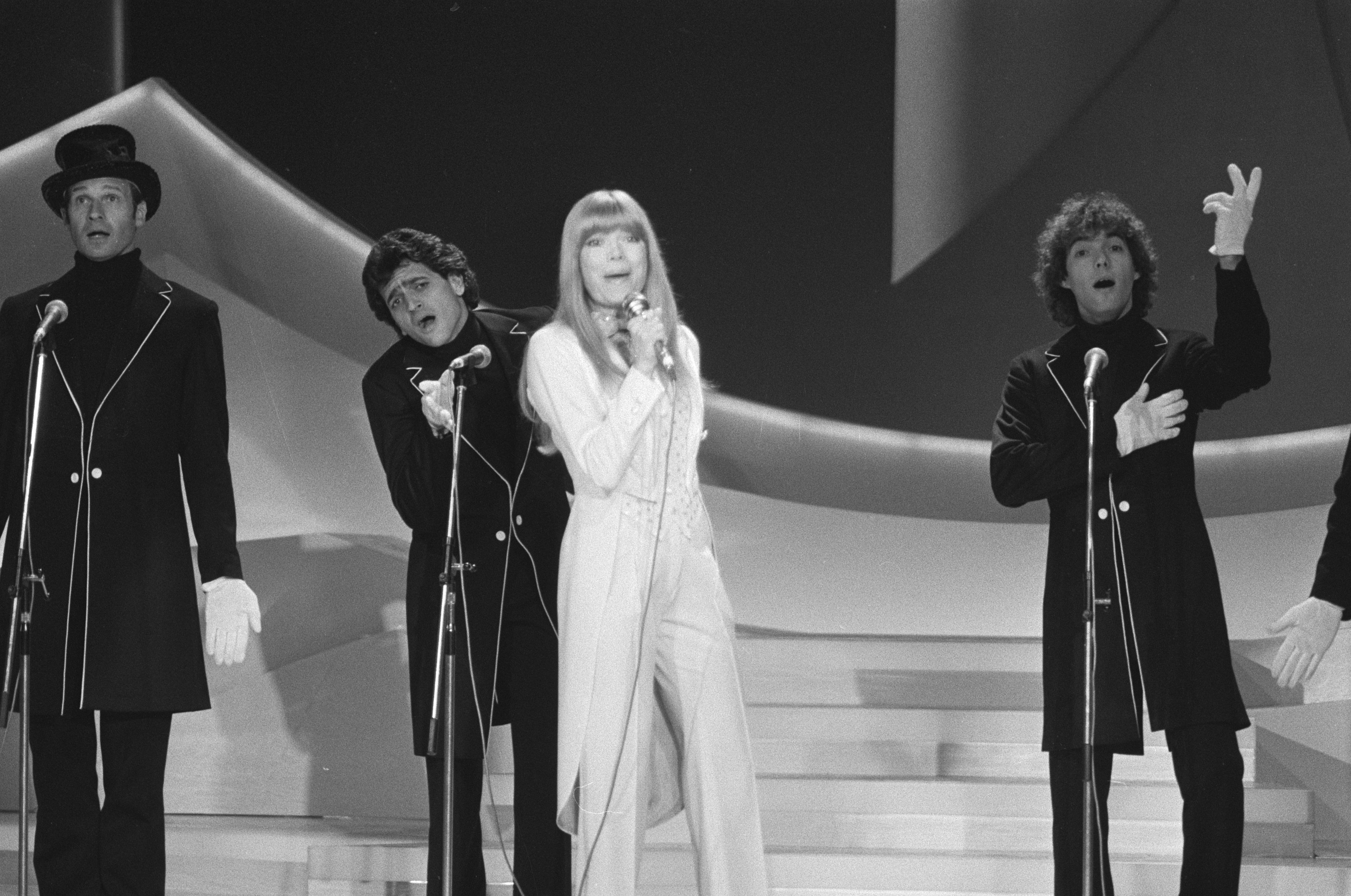
Katja Ebstein op het Eurovisiesongfestival 1980

Net als bij de Engelstalige popmuziek kan men de wortels van de Duitstalige popmuziek tot de jaren 20 van de 20e eeuw herleiden, of zelfs nog tot de late 19e eeuw. De invloed van de Engelstalige wereld is dan ook groot geweest. Naast de schlager is er wel in de Duitstalige landen altijd ook de Volksmusik. Wel zijn er ook invloeden op de Volksmusik geweest die in haar huidige vorm vrij weinig met traditionele volksmuziek (die deels uit zogeheten kunstliederen bestaat) te maken heeft. Voor de nu typische mengvorm die tegenwoordig voor volksmuziek wordt uitgemaakt is er de uitdrukking volkstümlicher Schlager.
Schlager hadden hun grote tijd vooral in de jaren 50 tot en met 70, met artiesten zoals Roy Black of Mary Roos. Eind jaren 70 en in de jaren tachtig kwamen er nieuwe Duitstalige stijlen naar voren, bijvoorbeeld de speelse en freche Neue Deutsche Welle of individuele richtingen zoals die van Marius Müller-Westernhagen, Klaus Lage of Udo Lindenberg.
Typisch voor schlagermuziek lijkt een enkele zanger of zangeres te zijn, met een big band of orkest als begeleiding. Schlagers gaan vaak over het verliefd zijn, maar soms ook over serieuze onderwerpen zoals maatschappelijke discriminatie en huichelarij (Udo Jürgens: Ein ehrenwertes Haus), drugsmisbruik (Juliane Werding: Am Tag, als Conny Kramer starb), het milieu (Gänsehaut: Karl der Käfer) of echtscheiding (Andrea Jürgens: Dabei liebe ich euch beide). Sommige zangers of groepen zijn voor het zingen in een dialect bekend, bijvoorbeeld de groepen Bläck Fööss en de Höhner uit Keulen of Nicki uit München.
Behalve Duitsers zijn in Duitsland ook schlagerzangers uit andere landen zeer populair geweest, zoals Wencke Myhre (Noorwegen), Gitte Haenning (Denemarken), Siw Malmkvist (Zweden), Roger Whittaker (Engeland), Nana Mouskouri (Griekenland), Lena Valaitis (oorspronkelijk uit Litouwen), Hansi Hinterseer (Oostenrijk), Andreas Gabalier (Oostenrijk), Hein Simons ('Heintje', Nederland) of Mireille Mathieu (Frankrijk).

## Nederland en Vlaanderen
Ook in Nederland is de schlager populair, vooral in het oosten van het land. Sommige in Nederland bekende schlagerzangers zijn zelfs alleen in Nederland maar nauwelijks in Duitsland bekend, zoals Dennie Christian. Andersom zijn zangeressen als Laura van den Elzen en Chantal bekender in de Duitstalige wereld dan in Nederland. In Nederland en Vlaanderen wordt via sommige providers het kanaal SchlagerTV doorgegeven.
Bij uitbreiding noemt men sommige gelijksoortige Nederlandstalige populaire muziek ook wel schlager. Vooral de muziek van Frans Bauer, Corry Konings, Eddy Wally en Marianne Weber wordt aldus getypeerd, alsmede de grotendeels Engelstalige BZN. De schlager wordt vaak aangeduid als het Duitse equivalent van het Nederlandstalige levenslied. Veel Nederlandse levensliedzangers zingen ook Duitstalig en treden daar met hun eigen, soms vertaalde schlagers op, zoals Frans Bauer, Jannes, Jan Smit en Klubbb3.

## Zweden
Schlager is ook een Zweedse muziekstroming, deze is niet direct te relateren aan de Duitse schlagers, anders dan dat het ook een zeer populaire stroming is in Zweden zelf. Zweedse schlagers worden vaak in verband gebracht met Melodifestivalen, de Zweedse voorronde van het Eurovisiesongfestival, wat ook wel schlagerfestival genoemd wordt in het Zweeds.
Bekende Zweedse schlagerzangers zijn Carola Häggkvist, Charlotte Perrelli en Linda Bengtzing.